# Л'Ока (Ровиго)
Л'Ока је насеље у Италији у округу Ровиго, региону Венето.
Према процени из 2011. у насељу је живело 252 становника. Насеље се налази на надморској висини од -3 м.